# Miková
Miková (in tedesco Nickeshau, in ungherese Mikó, in ruteno Mykova) è un comune della Slovacchia facente parte del distretto di Stropkov, nella regione di Prešov.
Fu menzionato per la prima volta in un documento storico nel 1390. Fino al XVIII secolo appartenne alla Signoria di Stropkov. Successivamente passò ai nobili Keglevich. 
È famoso per essere il paese dal quale emigrarono i genitori del grande artista statunitense Andy Warhol agli inizi del XX secolo.